# Фигуративна уметност
Фигуративна уметност је појам који се користи у теорији уметности од конца 20. века и обележава сваку уметност у којој се може разликовати знакове реалног предложка. Појам је у употреби да разликује ову уметност од нефигуративне уметности, значи апстрактне уметности које се развило углевном у 20. веку а ка повратку ка фигуративној уметности дошло је 60-их година овог века у облику правца и покрета нове фигурације а касније и фотореализма.
Имитација, или реалистично приказивање, било је циљ визуелних уметности од најранијих времена. Током неких периода, уметници су тежили да створе ефекат илузије сликама које пружају релан, 3Д простор, или су тежили реализму који представља утисак друштвене стварности.
Од настанка апстрактног сликарства термин фигуративно сликарство је коришћен да изрази било коју форму модерне уметности која задржава и остаје доследна односу са стварним светом.
Фигуративно сликарство није синоним за „сликарство које представља људску фигуру“, иако су људска и фигура животиње чести мотиви.

## Ликовни елементи
Ликовни елементи, од којих фигуративно сликарство зависи и на којима је базирано, укључују линију, облик, боју, светло и таму, масу, волумен, текстуру и перспективу. Требало би напоменути да ови елементи могу учествовати и у стварању других типова сликовитих излагања- на пример апстрактног, односно дела непредметног сликарства. Разлика је у томе што су код фигуративног сликарства ови елементи коришћени за стварање утиска или илузије облика и простора и истицање у наративним приказима.

## Развој
Од ране ренесансе, маниризма и барока, кроз сликарство XVIII, XIX и XX века, фигуративно сликарство је константно ширило своје параметре. Никола Пусен, француски сликар класицизма, чији је рад претежно праћен јасноћом, логиком и редом, предност је давао линији над бојом и служио је као алтернатива наративном бароку XVII века. Он је био главна инспирација класично оријентисаним сликарима, као што су Жак-Луј Давид, Жан Огист Доминик Енгр и Пол Сезан. Успон неокласичног сликарства Жак-Луја Давида коначно је изазвао реалистичке реакције Густава Курбеа и Едуара Манеа које доводе до фигуративног сликарства XX века.

## Покрет „Bay area“
„Bay area“ је фигуративни покрет настао средином XX века, када су амерички уметници из Сан Франциска напустили, у то време актуелан стил-апстрактни експресионизам, и вратили се фигурацији. У почетку су четири уметника била повезана са овим термином- Дејвид Парк, Елмер Бишоф, Ричард Дајнбенкорн и Џејмс Викс који су се одвојили од утицаја истакнутих сликара тог подручја ( Клифорд Стил, на пример). Касније су се сликари Нејтан Оливера и Џоан Браун придружили покрету. Ови уметници су вратили мотиве жанр-сцена, локалних пејзажа и фигура сликаних са сјајном палетом. Услед Дајбенкорновог повратка апстракцији покрет се распао, иако су уметници попут Елмера Бишофа задржали свој стил до 70-их година XX века.